# یابوونووو-وپخه
یابوونووو-وپخه (به لاتین: Jabłonowo-Wypychy) یک روستا در لهستان است که در گمینا سوکووه واقع شده‌است.